# Battaglia di Lützen (1632)
La battaglia di Lützen, combattuta in Sassonia il 16 novembre 1632 (6 novembre utilizzando il calendario giuliano) fu un evento decisivo della guerra dei trent'anni, avvenuto durante la cosiddetta fase svedese del conflitto. L'esercito svedese comandato dal re Gustavo Adolfo, si scontrò con le forze imperiali guidate da Albrecht von Wallenstein; lo scontro si risolse in una sanguinosa e incerta vittoria svedese, ma re Gustavo fu ucciso in combattimento.

## Eventi che condussero alla battaglia
Dopo la vittoria conseguita da Gustavo Adolfo nella battaglia di Breitenfeld del 1631 e la morte del suo avversario, il conte di Tilly nella battaglia di Rain la posizione dell'imperatore Ferdinando II si fece molto difficile. Per tentare di arginare la minaccia svedese, Ferdinando richiamò il generale Wallenstein, precedentemente esonerato, incaricandolo di formare una nuova armata e di sconfiggere gli svedesi. Le operazioni si svolsero in Sassonia, dove i due eserciti si fronteggiavano.
Due giorni prima dello scontro Wallenstein decise di dividere le sue forze, inviando alcuni distaccamenti a presidiare Brema e ordinando al conte di Pappenheim di recarsi con le sue forze a Colonia, e ritirando il grosso dell'esercito verso Lipsia. Egli infatti pensava che il clima invernale avrebbe impedito lo svolgersi di operazioni importanti e avrebbe reso necessario alle forze in campo il ricovero nei campi invernali.
Gustavo Adolfo, venuto a conoscenza dell'imprudente mossa dell'avversario, decise di sfruttare l'occasione, ordinando una marcia verso l'ultima posizione conosciuta di Wallenstein per coglierlo di sorpresa. La mossa tuttavia fallì quando le truppe svedesi incontrarono una forza di copertura che Wallenstein aveva posto sul torrente Rippach, pochi chilometri a sud di Lützen; ne nacque una schermaglia che ritardò l'avanzata svedese di due ore circa, fornendo un provvidenziale aiuto alle forze imperiali.
Informato dell'imminente scontro il pomeriggio del 15 novembre, Wallenstein inviò un messaggio urgente a Pappenheim ordinandogli di accorrere sul campo e durante la notte schierò le sue truppe in una posizione difensiva lungo la strada Lipsia-Lützen, fortificando la posizione con trincee e terrapieni; all'ala destra del suo schieramento, ancorata ad una collina, schierò la principale batteria di artiglieria.

## Svolgimento della battaglia

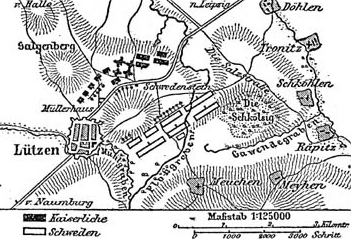
Le posizioni iniziali delle forze coinvolte

Le truppe svedesi giunsero sul campo alle 9 di mattino circa, ma, a causa del terreno difficile e dei vari corsi d'acqua, furono necessarie altre due ore perché le truppe di Gustavo fossero pronte allo scontro.
La battaglia fu aperta dall'attacco dell'ala destra svedese contro la cavalleria imperiale che la fronteggiava; l'attacco ebbe successo, le forze imperiali arretrarono e gli svedesi si prepararono ad attaccare sul fianco e scardinare lo schieramento nemico. Proprio in questo momento giunse sul campo Pappenheim, che aveva ricevuto la richiesta di aiuto a mezzanotte ed aveva ordinato immediatamente una marcia forzata per giungere sul campo; egli sferrò un veemente contrattacco che alleggerì la pressione sul fianco sinistro imperiale, ma nel corso dell'azione venne mortalmente ferito da un colpo di cannone, e la sua azione perse slancio.
Le cavallerie contrapposte continuarono ad affrontarsi in una situazione di stallo, che però vedeva prevalere lentamente le forze svedesi.
Durante questo scontro Gustavo Adolfo fu disarcionato, mentre guidava una carica, da due colpi di moschetto: uno al braccio e uno alla schiena; si sarebbe salvato se agli imperiali che gli si avvicinarono non avesse risposto con questa frase provocatoria: «Sono il Re di Svezia, suggello la religione e la libertà della Nazione Germanica con il mio sangue.» I soldati indispettiti e crudelmente eccitati dall'occasione di eliminare il comandante nemico piantarono le loro picche nel petto del sovrano, crivellandolo. Nella confusione e nella frenesia della battaglia la sua sorte rimase ignota per un certo tempo, ma la sua scomparsa fu in seguito notata e il suo corpo rinvenuto sul campo alcune ore dopo; a causa di questo fatto, le forze svedesi sul fianco destro cessarono gli attacchi e si misero sulla difensiva.
Nel frattempo passò all'attacco anche il centro dello schieramento svedese, che però si trovò a dover fronteggiare le truppe imperiali saldamente trincerate di fronte a loro, e vennero prima decimati dal fuoco dell'artiglieria e della fanteria, e poi caricati dalla cavalleria imperiale; due dei migliori reggimenti svedesi, i reggimenti blu e giallo, furono spazzati via dalla furia del contrattacco nemico e i pochi sopravvissuti si ritirarono in disordine. La vista dei veterani in ritirata, unita alle notizie sulla morte del re, causarono un'ondata di panico, e la totalità delle forze svedesi che avevano sferrato l'attacco erano ora in fuga.
La situazione fu salvata dal sangue freddo e dall'abilità degli ufficiali. Il cappellano reale, Jakob Fabricius, riunì alcuni ufficiali e cominciò a recitare un salmo; questo atto fece sì che molti soldati vicini si riprendessero, interrompessero la fuga e si riorganizzassero. Inoltre il comandante della seconda linea svedese, Dodo Knyphausen aveva saggiamente tenuto le sue forze fuori dal raggio di tiro dell'artiglieria avversaria, e questa riserva di truppe ancora intatta costituì il nucleo attorno a cui l'esercito protestante si riunì.
Alle 15 circa il comando fu assunto da Bernardo di Sassonia-Weimar, che tentò di tenere nascosta la morte del re; tuttavia la notizia si diffuse ma, invece di provocare una caduta del morale svedese, causò una furiosa volontà di vendetta. Gli assalti protestanti ripresero su tutto il fronte, e i combattimenti durarono per l'intero pomeriggio con grande intensità. Quando ormai si avvicinava il tramonto, cadde la batteria imperiale sull'ala destra, la chiave dello schieramento di Wallenstein, e i cattolici indietreggiarono disimpegnandosi.
Alle 18 arrivarono sul campo le forze di fanteria di Pappenheim, che nel frattempo giaceva morente. Nonostante questo rinforzo, e l'opinione di molti suoi ufficiali superiori, Wallenstein decise di ritirarsi dal campo, utilizzando le forze appena giunte per garantire la copertura alla ritirata, e si diresse verso la Boemia.

## Conseguenze
La battaglia, grazie alla ritirata degli imperiali, si risolse in una vittoria svedese; tuttavia lo scontro era costato ad entrambe le parti perdite enormi. Gli svedesi, in particolare, perdevano buona parte dei preziosi veterani e soprattutto il loro comandante Gustavo Adolfo. Il vuoto di comando successivo alla sua morte dette la possibilità agli imperiali di riorganizzarsi, di sconfiggere gli svedesi nella battaglia di Nördlingen del 1634 e continuare a combattere fino al 1648.